# Acestridium martini
Acestridium martini är en fiskart som beskrevs av Retzer, Nico och Provenzano, 1999. Acestridium martini ingår i släktet Acestridium och familjen Loricariidae. Inga underarter finns listade i Catalogue of Life.